# 洪卡特 (加利福尼亞州)
洪卡斯（英語：Honcus）是位於美國加利福尼亞州比尤特縣的一個人口普查指定地區。

## 地理
洪卡斯的座標為39°19′45″N 121°32′02″W / 39.32917°N 121.53389°W，而該地最高點為海拔高度33米（即108英尺）。

## 人口
根據2010年美國人口普查的數據，洪卡斯的面積為10.973平方千米，當中陸地面積為10.973平方千米，而水域面積為0.000平方千米。當地共有人口370人，而人口密度為每平方千米33人。